# Pakisztán az 1952. évi nyári olimpiai játékokon
Pakisztán a finnországi Helsinkiben megrendezett 1952. évi nyári olimpiai játékok egyik részt vevő nemzete volt. Az országot az olimpián 7 sportágban 38 sportoló képviselte, akik érmet nem szereztek.

## Atlétika
Férfi
| Versenyző                                                     | Versenyszám     | Előfutam | Előfutam | Előfutam | Negyeddöntő | Negyeddöntő | Negyeddöntő | Elődöntő | Elődöntő | Elődöntő | Döntő         | Döntő         |
| Versenyző                                                     | Versenyszám     | Idő      | Hely.    | Össz.    | Idő         | Hely.       | Össz.       | Idő      | Hely.    | Össz.    | Idő           | Helyezés      |
| ------------------------------------------------------------- | --------------- | -------- | -------- | -------- | ----------- | ----------- | ----------- | -------- | -------- | -------- | ------------- | ------------- |
| Muhammad Aslam                                                | 100 m           | 11,18    | 2.       | 31.*     | 11,02       | 4.          | 15.         | kiesett  | kiesett  | kiesett  | kiesett       | kiesett       |
| Muhammad Aslam                                                | 200 m           | 22,14    | 3.       | 18.*     | kiesett     | kiesett     | kiesett     | kiesett  | kiesett  | kiesett  | kiesett       | kiesett       |
| Abdul Aziz                                                    | 200 m           | 23,02    | 5.       | 63.      | kiesett     | kiesett     | kiesett     | kiesett  | kiesett  | kiesett  | kiesett       | kiesett       |
| Abdul Aziz                                                    | 100 m           | 11,48    | 5.       | 60.      | kiesett     | kiesett     | kiesett     | kiesett  | kiesett  | kiesett  | kiesett       | kiesett       |
| Muhammad Sharif Butt                                          | 100 m           | 11,17    | 3.       | 30.      | kiesett     | kiesett     | kiesett     | kiesett  | kiesett  | kiesett  | kiesett       | kiesett       |
| Muhammad Sharif Butt                                          | 200 m           | 22,34    | 3.       | 28.      | kiesett     | kiesett     | kiesett     | kiesett  | kiesett  | kiesett  | kiesett       | kiesett       |
| Abdul Rehman                                                  | 400 m           | 51,47    | 6.       | 65.      | kiesett     | kiesett     | kiesett     | kiesett  | kiesett  | kiesett  | kiesett       | kiesett       |
| Aurang Zeb                                                    | 400 m           | 51,25    | 6.       | 63.      | kiesett     | kiesett     | kiesett     | kiesett  | kiesett  | kiesett  | kiesett       | kiesett       |
| Alam Zeb                                                      | 800 m           | 1:56,3   | 5.       | 38.      |             |             |             | kiesett  | kiesett  | kiesett  | kiesett       | kiesett       |
| Abdul Rashid                                                  | 10 000 m        |          |          |          |             |             |             |          |          |          | 33:50,4       | 30.           |
| Mirza Khan                                                    | 400 m gát       | 56,3     | 4.       | 30.*     | kiesett     | kiesett     | kiesett     | kiesett  | kiesett  | kiesett  | kiesett       | kiesett       |
| Muhammad Shafi                                                | 400 m gát       | 56,1     | 4.       | 28.*     | kiesett     | kiesett     | kiesett     | kiesett  | kiesett  | kiesett  | kiesett       | kiesett       |
| Muhammad Ben Aras                                             | Maraton         |          |          |          |             |             |             |          |          |          | nem ért célba | nem ért célba |
| Muhammad Havildar Aslam                                       | Maraton         |          |          |          |             |             |             |          |          |          | 2:43:38,2     | 38.           |
| Allah Ditta                                                   | 10 km gyaloglás | kizárták | kizárták | kizárták |             |             |             |          |          |          | kiesett       | kiesett       |
| Muhammad Sharif Butt Muhammad Fazil Abdul Aziz Muhammad Aslam | 4 × 100 m váltó | 42,91    | 3.       | 18.      |             |             |             | 42,15    | 6.       | 11.      | kiesett       | kiesett       |
| Abdul Rehman Muhammad Shafi Mirza Khan Aurang Zeb             | 4 × 400 m váltó | 3:23,2   | 6.       | 18.      |             |             |             |          |          |          | kiesett       | kiesett       |

| Versenyző      | Versenyszám   | Selejtező | Selejtező | Döntő    | Döntő    |
| Versenyző      | Versenyszám   | Eredmény  | Helyezés  | Eredmény | Helyezés |
| -------------- | ------------- | --------- | --------- | -------- | -------- |
| Fazal Hussain  | Kalapácsvetés | 48,36 m   | 28.       | kiesett  | kiesett  |
| Muhammad Iqbal | Kalapácsvetés | 47,45 m   | 31.       | kiesett  | kiesett  |
| Jalal Khan     | Gerelyhajítás | 55,56 m   | 24.       | kiesett  | kiesett  |

* - egy másik versenyzővel azonos időt ért el

## Gyeplabda
- Abdul Hamid
- Aziz Malik
- Latif Mir
- Qazi Abdul Waheed
- Asghar Ali Khan
- Habib Ali Kiddie
- Habibur Rehman
- Jack Britto
- Latif-ur Rehman
- Mahmood-ul Hassan
- Manzoor Hussain Atif
- Niaz Khan

Negyeddöntő
| 1952. július 18. 19:30 | Pakisztán (PAK) | 6 – 0 | Franciaország |  |
| 1952. július 18. 19:30 | (1 – 0)         |       |               |  |

Elődöntő
| 1952. július 20. 19:30 | Hollandia (NED) | 1 – 0 | Pakisztán |  |
| 1952. július 20. 19:30 | (1 – 0)         |       |           |  |

Bronzmérkőzés
| 1952. július 22. 19:00 | Nagy-Britannia (GBR) | 2 – 1 | Pakisztán |  |
| 1952. július 22. 19:00 | (2 – 1)              |       |           |  |

| Csapat    | Helyezés |
| --------- | -------- |
| Pakisztán | 4.       |

## Kerékpározás

### Országúti kerékpározás
| Versenyző             | Versenyszám | Eredmény      | Helyezés      |
| --------------------- | ----------- | ------------- | ------------- |
| Imtiaz Bhatti         | Egyéni      | nem ért célba | nem ért célba |
| Muhammad Naqi Mallick | Egyéni      | nem ért célba | nem ért célba |

### Pálya-kerékpározás
| Versenyző             | Versenyszám   | 1. forduló                                    | 1. forduló | Vigaszág                                      | Vigaszág | Negyeddöntő            | Negyeddöntő | Vigaszág               | Vigaszág | Elődöntő               | Elődöntő | Vigaszág               | Vigaszág | Döntő                  | Helyezés    |
| Versenyző             | Versenyszám   | Ellenfelek Győztes idő                        | Hely.      | Ellenfelek Győztes idő                        | Hely.    | Ellenfelek Győztes idő | Hely.       | Ellenfelek Győztes idő | Hely.    | Ellenfelek Győztes idő | Hely.    | Ellenfelek Győztes idő | Hely.    | Ellenfelek Győztes idő | Helyezés    |
| --------------------- | ------------- | --------------------------------------------- | ---------- | --------------------------------------------- | -------- | ---------------------- | ----------- | ---------------------- | -------- | ---------------------- | -------- | ---------------------- | -------- | ---------------------- | ----------- |
| Muhammad Naqi Mallick | Egyéni sprint | Enzo Sacchi (ITA) · Zdeněk Košta (TCH) · 12,4 | 3.         | John Millman (CAN) · Kurt Nemetz (AUT) · 11,7 | 3.       | kiesett                | kiesett     | kiesett                | kiesett  | kiesett                | kiesett  | kiesett                | kiesett  | kiesett                | helyezetlen |

| Versenyző     | Versenyszám     | Eredmény | Helyezés |
| ------------- | --------------- | -------- | -------- |
| Imtiaz Bhatti | 1000 m időfutam | 1:21,2   | 25.      |

## Ökölvívás
| Versenyző         | Versenyszám | Selejtező                         | Nyolcaddöntő                  | Negyeddöntő       | Elődöntő          | Döntő             | Helyezés |
| Versenyző         | Versenyszám | Ellenfél Eredmény                 | Ellenfél Eredmény             | Ellenfél Eredmény | Ellenfél Eredmény | Ellenfél Eredmény | Helyezés |
| ----------------- | ----------- | --------------------------------- | ----------------------------- | ----------------- | ----------------- | ----------------- | -------- |
| Sidney Greave     | Pehelysúly  | Ángel Leyes (ARG) · KO            | Joseph Ventaja (FRA) · 0-3    | kiesett           | kiesett           | kiesett           | 9.       |
| Muhammad Ali      | Könnyűsúly  |                                   | Vicente Matute (VEN) · KO     | kiesett           | kiesett           | kiesett           | 9.       |
| Anwar Pasha Turki | Váltósúly   | Hendrik van der Linde (RSA) · TKO | kiesett                       | kiesett           | kiesett           | kiesett           | 17.      |
| Muhammad Khan     | Középsúly   | Henryk Nowara (POL) · 2-1         | Walter Sentimenti (ITA) · 0-3 | kiesett           | kiesett           | kiesett           | 9.       |

## Sportlövészet
| Versenyző | Versenyszám       | Eredmény | Helyezés |
| --------- | ----------------- | -------- | -------- |
| Jan Azam  | Sportpuska, fekvő | 366      | 58.      |

## Súlyemelés
| Versenyző           | Versenyszám | Nyomás   | Nyomás   | Szakítás | Szakítás | Lökés    | Lökés    | Összesen | Helyezés |
| Versenyző           | Versenyszám | Eredmény | Helyezés | Eredmény | Helyezés | Eredmény | Helyezés | Összesen | Helyezés |
| ------------------- | ----------- | -------- | -------- | -------- | -------- | -------- | -------- | -------- | -------- |
| Muhammad Iqbal Butt | 75 kg       | 95,0     | 18.*     | 100,0    | 15.**    | 130,0    | 15.      | 325,0    | 17.      |

* - egy másik versenyzővel azonos eredményt ért el

** - négy másik versenyzővel azonos eredményt ért el

## Úszás
Férfi
| Versenyző       | Versenyszám  | Előfutam | Előfutam | Előfutam | Elődöntő | Elődöntő | Elődöntő | Döntő   | Döntő    |
| Versenyző       | Versenyszám  | Idő      | Hely.    | Össz.    | Idő      | Hely.    | Össz.    | Idő     | Helyezés |
| --------------- | ------------ | -------- | -------- | -------- | -------- | -------- | -------- | ------- | -------- |
| Muhammad Ramzan | 400 m gyors  | 5:45,7   | 7.       | 51.      | kiesett  | kiesett  | kiesett  | kiesett | kiesett  |
| Muhammad Ramzan | 1500 m gyors | 23:44,3  | 6.       | 37.      |          |          |          | kiesett | kiesett  |
| Muhammad Bashir | 200 m mell   | 3:01,3   | 8.       | 38.      | kiesett  | kiesett  | kiesett  | kiesett | kiesett  |